# Lastiesas Bajas
Lastiesas Bajas ist ein spanischer Ort in den Pyrenäen in der Provinz Huesca der Autonomen Gemeinschaft Aragonien. Lastiesas Bajas ist ein nordwestlich gelegener Ortsteil der Gemeinde Jaca. Das Dorf mit sieben Einwohnern im Jahr 2015 liegt auf 788 Meter Höhe.

## Weblinks

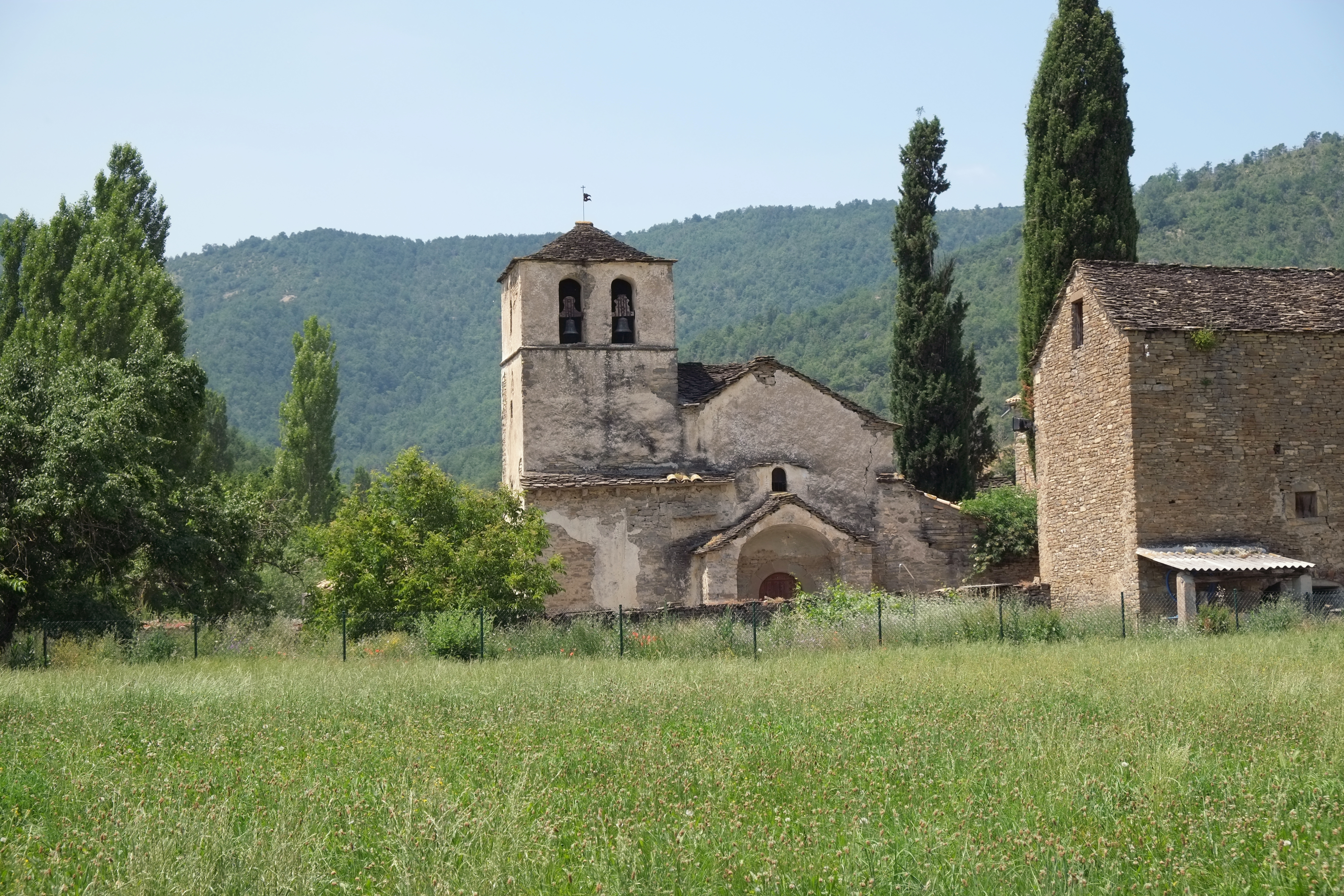
Kirche in Lastiesas Bajas